# Sewa (bướm đêm)
Sewa là một chi bướm đêm thuộc phân họ Drepaninae.